# Liste der Biografien/Hartw
Liste der Biografien |
Portal Biografien |
Personensuche
# |
A |
B |
C |
D |
E |
F |
G |
H |
I |
J |
K |
L |
M |
N |
O |
P |
Q |
R |
S |
T |
U |
V |
W |
X |
Y |
Z |
?
 
Ha |
Hd |
He |
Hi |
Hj |
Hk |
Hl |
Hm |
Hn |
Ho |
Hr |
Hs |
Ht |
Hu |
Hv |
Hw |
Hy
 
Haa |
Hab |
Hac |
Had |
Hae–Haf |
Hag |
Hah |
Hai |
Haj |
Hak |
Hal |
Ham |
Han |
Hao |
Hap |
Haq |
Har |
Has |
Hat |
Hau |
Hav |
Haw |
Hax |
Hay |
Haz
 
Hara |
Harb |
Harc |
Hard |
Hare |
Harf |
Harg |
Harh |
Hari |
Harj |
Hark |
Harl |
Harm |
Harn |
Haro |
Harp |
Harr |
Hars |
Hart |
Haru |
Harv |
Harw |
Harx |
Hary |
Harz
 
Harta |
Hartb |
Hartd |
Harte |
Hartf |
Hartg |
Harth |
Harti |
Hartj |
Hartk |
Hartl |
Hartm |
Hartn |
Harto |
Hartr |
Harts |
Hartt |
Hartu |
Hartv |
Hartw |
Harty |
Hartz
Die Liste der Biografien führt alle Personen auf, die in der deutschsprachigen Wikipedia einen Artikel haben. Dieses ist eine Teilliste mit 122 Einträgen von Personen, deren Namen mit den Buchstaben „Hartw“ beginnt.

## Hartw

### Hartwa
- Hartwagner, Siegfried (1916–2000), österreichischer Kunsthistoriker

### Hartwe
- Hartweg, Karl Theodor (1812–1871), deutscher Botaniker
- Hartweg, Niklas (* 2000), Schweizer BiathletNiklas Hartweg (* 2000)

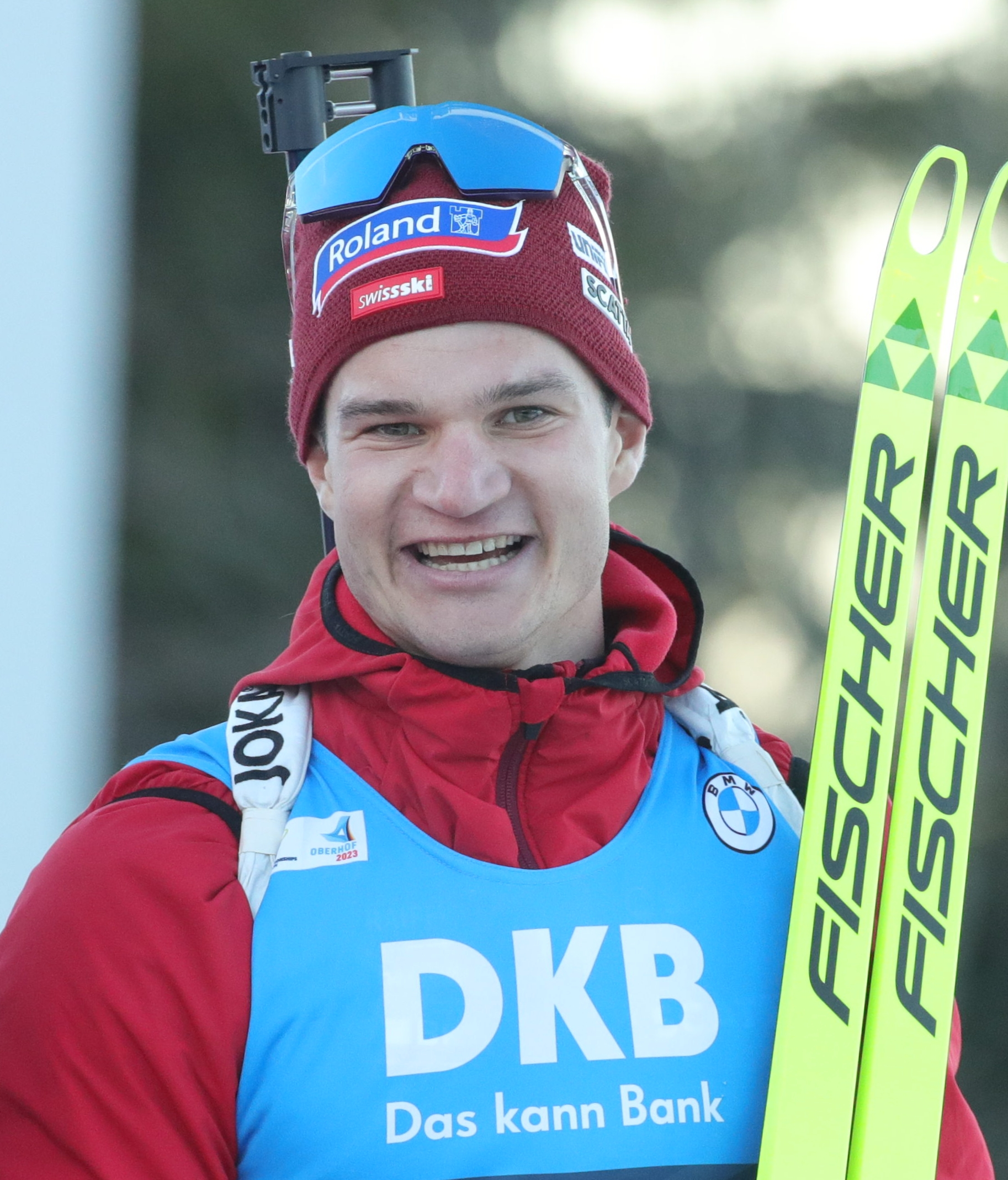
Niklas Hartweg (* 2000)

- Hartweger, Fabienne (* 1992), österreichische Skilangläuferin und Biathletin
- Hartwein, Joerg (* 1955), deutscher HNO-Arzt und Schriftsteller
- Hartwell, David G. (1941–2016), US-amerikanischer Herausgeber von Science Fiction und Fantasy
- Hartwell, Erin (* 1969), US-amerikanischer Bahnradsportler
- Hartwell, Hugh (* 1945), kanadischer Komponist und Musikpädagoge
- Hartwell, Indi (* 1996), australische Wrestlerin
- Hartwell, Katharina (* 1984), deutsche Schriftstellerin
- Hartwell, Leland H. (* 1939), US-amerikanischer Biochemiker und Krebsforscher
- Hartwell, Richard (* 1946), britischer Künstler
- Hartwell, William B. (1814–1849), US-amerikanischer Zahlmeister der US Navy und Politiker

### Hartwi
- Hartwich, Abraham (1663–1720), deutscher evangelischer Theologe, Pädagoge, Landeshistoriker und Sachbuchautor
- Hartwich, Carl (1851–1917), deutscher Pharmazeut, Prähistoriker und Heimatkundler
- Hartwich, Daniel (* 1978), deutscher ModeratorDaniel Hartwich (* 1978)

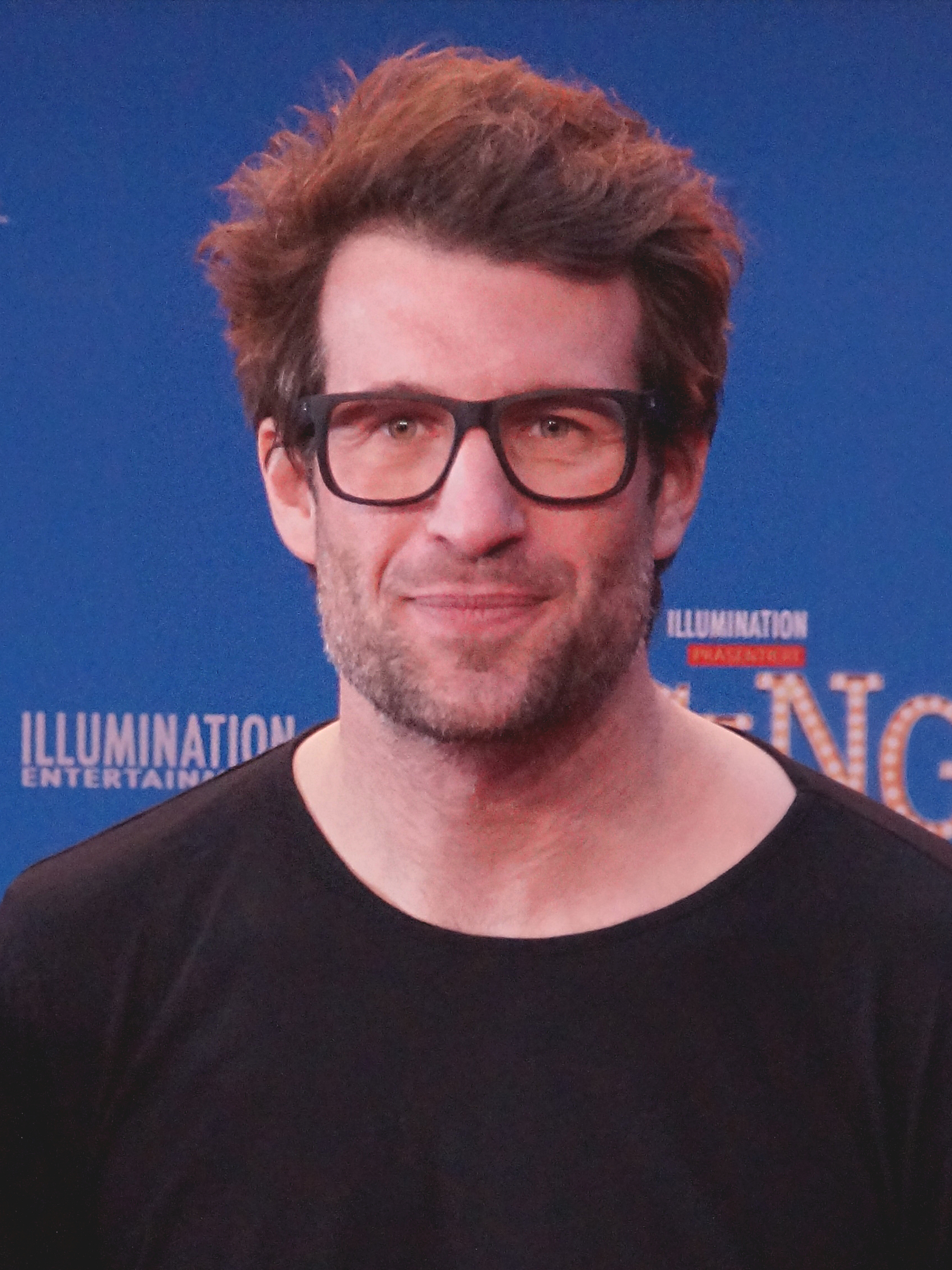
Daniel Hartwich (* 1978)

- Hartwich, Emil (1843–1886), deutscher Jurist und Pädagoge
- Hartwich, Emil Hermann (1801–1879), deutscher Bauingenieur, preußischer Baubeamter
- Hartwich, Friedrich, Jurist und Sekretär des Kontors der Hanse in Bergen
- Hartwich, Gerhard (1926–1998), deutscher Zoologe
- Hartwich, Hans-Hermann (1928–2018), deutscher Politikwissenschaftler
- Hartwich, Hermann (1853–1926), amerikanisch-deutscher Maler
- Hartwich, Hermann (* 1939), deutscher Politiker (SPD), Oberstadtdirektor
- Hartwich, Horst (1924–2000), deutsches Gründungsmitglied der FU Berlin
- Hartwich, Nina (* 1987), deutsche Basketballspielerin
- Hartwich, Otto (1861–1948), deutscher Theologe, Domprediger
- Hartwich, Philipp (* 1995), deutscher Basketballspieler
- Hartwich, Ute (* 1969), deutsche Trompeterin
- Hartwieg, Adolf (1849–1914), deutscher Verwaltungsbeamter und Politiker
- Hartwieg, Fritz (1877–1962), deutscher Verwaltungsjurist und Lepidopterologe
- Hartwieg, Hans Herbert (1922–2019), deutscher Künstler
- Hartwieg, Jutta (* 1961), deutsche Politikerin (SPD), Landrätin des Kreises Segeberg
- Hartwieg, Ursula (* 1965), deutsche Bibliothekarin
- Hartwig, Bischof von Basel
- Hartwig († 892), Benediktinerabt
- Hartwig († 1023), Erzbischof von Salzburg
- Hartwig, Bischof von Bamberg
- Hartwig († 1039), Bischof von Brixen (1022–1039)
- Hartwig I. († 985), Kärntner Gewaltbote (953–980); Pfalzgraf von Bayern (977–985)
- Hartwig I. († 1168), Bremer Erzbischof
- Hartwig I. von Lierheim († 1184), Bischof von Augsburg
- Hartwig I. von Regensburg († 1126), Bischof von Regensburg
- Hartwig II. († 1164), Bischof von Regensburg
- Hartwig II. († 1207), Erzbischof von Hamburg-Bremen
- Hartwig II. († 1027), Pfalzgraf von Bayern
- Hartwig von Grögling-Dollnstein († 1223), Fürstbischof von Eichstätt
- Hartwig von Hersfeld († 1090), Abt von Hersfeld, Gegenerzbischof von Magdeburg
- Hartwig von Passau († 866), Bischof von Passau
- Hartwig von Raute, deutschsprachiger Minnesänger
- Hartwig von Spanheim († 1102), Erzbischof von Magdeburg
- Hartwig, Adele (1872–1968), österreichische Theater- und Stummfilmschauspielerin sowie Theatergründerin und -leiterin
- Hartwig, André (* 1983), deutscher Short Tracker
- Hartwig, Andrea (* 1958), deutsche Chemikerin und Toxikologin
- Hartwig, Charlotte (1920–2009), deutsche Widerstandskämpferin im Dritten Reich, MdV
- Hartwig, Daniel (* 1978), deutscher Schauspieler und Moderator
- Härtwig, Dieter (1934–2022), deutscher Dramaturg und Musikwissenschaftler
- Hartwig, Dieter (* 1943), deutscher Marineoffizier, Politologe und Kommunalpolitiker (SPD)Dieter Hartwig (* 1943)

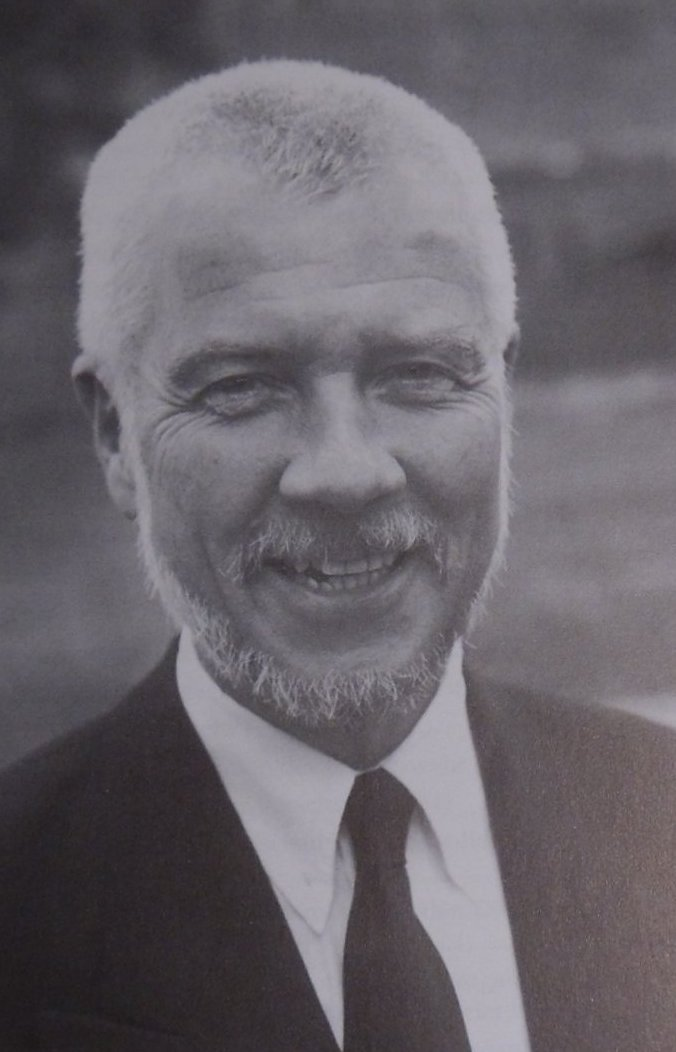
Dieter Hartwig (* 1943)

- Härtwig, Eberhard (1938–2023), deutscher Fußballspieler
- Hartwig, Edgar (* 1928), deutscher Historiker
- Hartwig, Edward (1909–2003), polnischer Fotograf
- Hartwig, Elisabeth (* 1966), deutsche Benediktinerin, Äbtissin von St. Walburg
- Hartwig, Emil (1873–1943), deutscher Politiker (DNVP), MdR
- Hartwig, Emil Bert (1907–1996), deutscher Maler
- Hartwig, Ernst (1851–1923), deutscher Astronom
- Hartwig, Franz (* 1986), deutscher SchauspielerFranz Hartwig (* 1986)

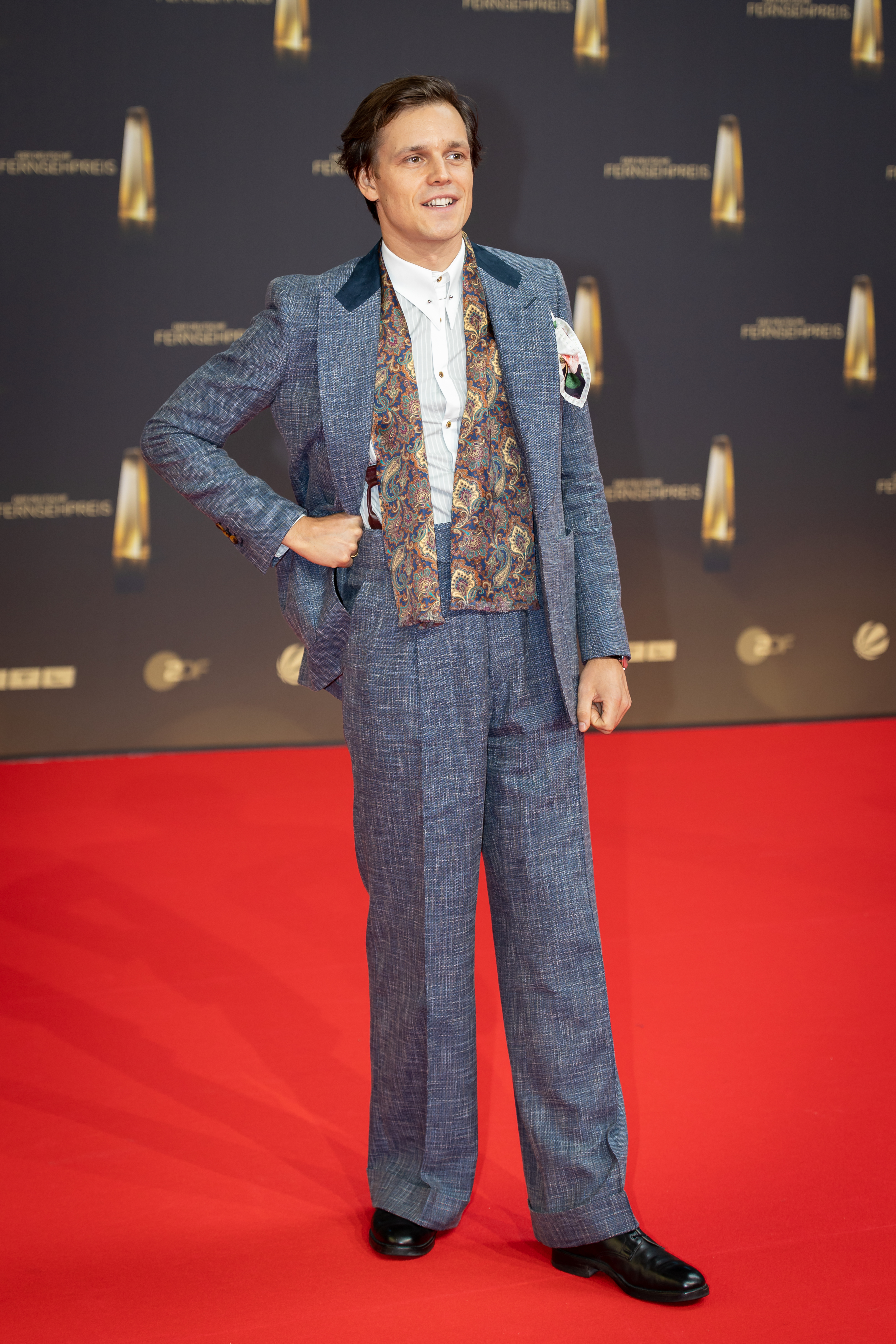
Franz Hartwig (* 1986)

- Hartwig, Friedrich (1832–1907), deutscher Kaufmann und Abgeordneter der Lübecker Bürgerschaft
- Hartwig, Friedrich (1884–1962), Rittergutsbesitzer, Mitglied des Kurhessischen Kommunallandtages Kassel
- Hartwig, Georg (1840–1927), deutscher lutherischer Theologe, Generalsuperintendent und Abt
- Hartwig, Gustav (1839–1908), deutscher Baumeister und Politiker (DKP), MdR, MdL (Königreich Sachsen)
- Hartwig, Gustav (1908–1991), deutscher Architekt und Baumeister
- Hartwig, Hans (1917–2012), deutscher Komponist
- Hartwig, Heike (* 1962), deutsche Leichtathletin
- Hartwig, Heinrich (1875–1945), deutscher Politiker (Zentrum), MdR
- Hartwig, Heinrich (1907–1981), deutscher Statistiker
- Hartwig, Heinrich Wilhelm (1792–1863), deutscher Politiker, Oberbürgermeister der Stadt Kassel
- Hartwig, Helmut (1920–1994), deutscher Politiker und Geheimdienstler (MfS)
- Hartwig, Helmut (* 1936), deutscher Autor und emeritierter Hochschullehrer
- Hartwig, Hermann Julius (1876–1945), deutscher Verwaltungsjurist, Statistiker und Historiker
- Hartwig, Hulle (* 1949), deutsche Politikerin (SPD), MdL
- Hartwig, Ina (* 1963), deutsche Autorin und Literaturkritikerin, Kulturdezernentin der Stadt Frankfurt am Main
- Hartwig, Jan (* 1982), deutscher Koch
- Hartwig, Janina (* 1961), deutsche SchauspielerinJanina Hartwig (* 1961)

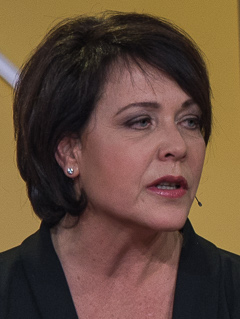
Janina Hartwig (* 1961)

- Hartwig, Jeff (* 1967), US-amerikanischer Leichtathlet (Stabhochsprung)
- Hartwig, Jens (* 1980), deutscher Schauspieler
- Hartwig, Jimmy (* 1954), deutscher Fußballspieler, -trainer und Theaterschauspieler
- Hartwig, Johannes (1886–1948), deutscher Politiker (DVP, DNVP, KVP) und Mitglied des Sächsischen Landtages
- Hartwig, John F. (* 1964), US-amerikanischer Chemiker
- Hartwig, Josef (1880–1955), deutscher Bildhauer
- Hartwig, Julia (1921–2017), polnische Dichterin, Essayistin, Übersetzerin und Kinderbuchautorin
- Hartwig, Julius (1823–1913), deutscher Gärtner, Landschaftsarchitekt und Autor
- Hartwig, Karl (1881–1958), Landtagsabgeordneter Waldeck
- Hartwig, Karl-Hans (* 1948), deutscher Wirtschaftswissenschaftler
- Hartwig, Knut (1891–1977), deutscher Schauspieler und Synchronsprecher
- Hartwig, Knut (* 1969), deutscher Fußballspieler und Schauspieler
- Hartwig, Kurt (1887–1972), deutscher Marineoffizier, U-Boot-Kommandant im Ersten WeltkriegKurt Hartwig (1887–1972)

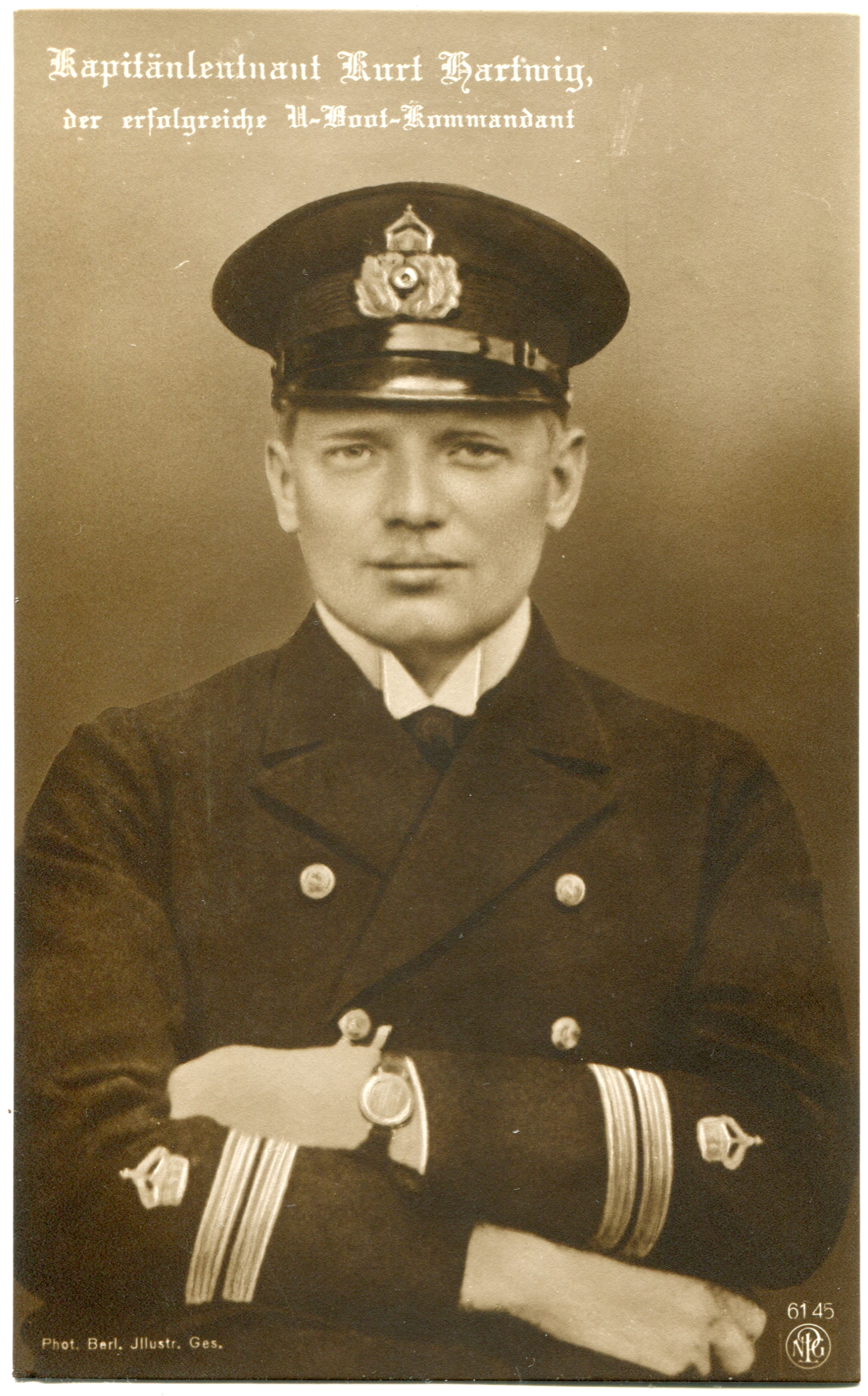
Kurt Hartwig (1887–1972)

- Hartwig, Luis (* 2002), deutscher Fußballspieler
- Hartwig, Luise (* 1955), deutsche Sozialpädagogin und Hochschullehrerin
- Hartwig, Maria Magdalena, Opfer der Hexenverfolgung in Wildungen
- Hartwig, Martin (1877–1966), deutscher Regisseur und Schauspieler bei Bühne und Stummfilm
- Hartwig, Nikolaus (1857–1914), russischer Diplomat und Botschafter in Persien und Serbien
- Hartwig, Otto (1830–1903), deutscher Bibliothekar und Historiker
- Hartwig, Paul (1859–1919), deutscher Klassischer Archäologe
- Hartwig, Paul (1915–2014), deutscher Offizier und Vizeadmiral der Bundesmarine
- Hartwig, Paul Hermann (1872–1927), deutscher Redakteur, Schriftsteller und Dramatiker
- Hartwig, Peter (* 1964), deutscher Filmproduzent und Filmproduktionsleiter
- Hartwig, Renate (* 1948), deutsche Publizistin und Autorin
- Hartwig, Rex (1929–2022), australischer Tennisspieler
- Hartwig, Richard (1938–2025), deutscher Basketballfunktionär
- Hartwig, Richard von (1849–1917), deutscher Schriftsteller in Berlin
- Hartwig, Roland (* 1954), deutscher Politiker (AfD), MdB
- Hartwig, Sidney (* 1987), deutsche Schauspielerin
- Hartwig, Susanne (* 1969), deutsche Romanistin
- Hartwig, Sven (* 1984), deutscher Fußballspieler
- Hartwig, Theodor (1872–1958), österreichischer Kulturphilosoph, Publizist und Freidenker
- Hartwig, Theodor (1878–1948), deutscher Gewerkschafter und Politiker (SPD), MdL
- Hartwig, Thomas (* 1941), deutscher Autor und Filmregisseur
- Hartwig, Traute (1914–1999), österreichische Politikerin (SPÖ), Steirische Landtagsabgeordnete
- Hartwig, Walter (1874–1942), deutscher Landschaftsmaler
- Hartwig, Wolf C. (1919–2017), deutscher Filmproduzent
- Hartwig-Tiedt, Almuth (* 1959), deutsche Politikerin (Die Linke), Staatssekretärin
- Hartwigk, Hans (1904–1991), deutscher Veterinärmediziner
- Hartwimmer, Hans (1902–1944), deutscher Widerstandskämpfer im Dritten Reich